# New York Knicks 1955-1956
La stagione 1955-56 dei New York Knicks fu la 10ª nella NBA per la franchigia.
I New York Knicks arrivarono terzi nella Eastern Division con un record di 35-37. Nei play-off persero il tie-breaker contro i Syracuse Nationals.

## Roster
| N° | Naz.                   | Ruolo | Sportivo         | Anno | Alt. | Peso |
| -- | ---------------------- | ----- | ---------------- | ---- | ---- | ---- |
| 4  | Stati Uniti (bandiera) | GA    | Carl Braun       | 1927 | 196  | 82   |
| 5  | Stati Uniti (bandiera) | A     | Bob Santini      | 1935 | 196  | 88   |
| 6  | Stati Uniti (bandiera) | C     | Walter Dukes     | 1930 | 213  | 100  |
| 7  | Stati Uniti (bandiera) | G     | Gene Shue        | 1931 | 188  | 77   |
| 8  | Stati Uniti (bandiera) | AC    | Nat Clifton      | 1922 | 198  | 100  |
| 9  | Stati Uniti (bandiera) | A     | Bob Peterson     | 1932 | 196  | 95   |
| 10 | Stati Uniti (bandiera) | GA    | Jim Baechtold    | 1927 | 193  | 93   |
| 11 | Stati Uniti (bandiera) | AC    | Harry Gallatin   | 1927 | 198  | 95   |
| 12 | Stati Uniti (bandiera) | A     | Ken Sears        | 1933 | 206  | 90   |
| 15 | Stati Uniti (bandiera) | G     | Dick McGuire     | 1926 | 183  | 82   |
| 17 | Stati Uniti (bandiera) | G     | Dick Atha        | 1931 | 188  | 86   |
| 18 | Canada (bandiera)      | GA    | Ernie Vandeweghe | 1928 | 191  | 88   |
| 19 | Stati Uniti (bandiera) | C     | Ray Felix        | 1930 | 211  | 100  |

## Staff tecnico
- Allenatori: Joe Lapchick (26-25) (fino al 27 gennaio)[1], Vince Boryla (9-12)